# Bilder auf der Voyager Golden Record

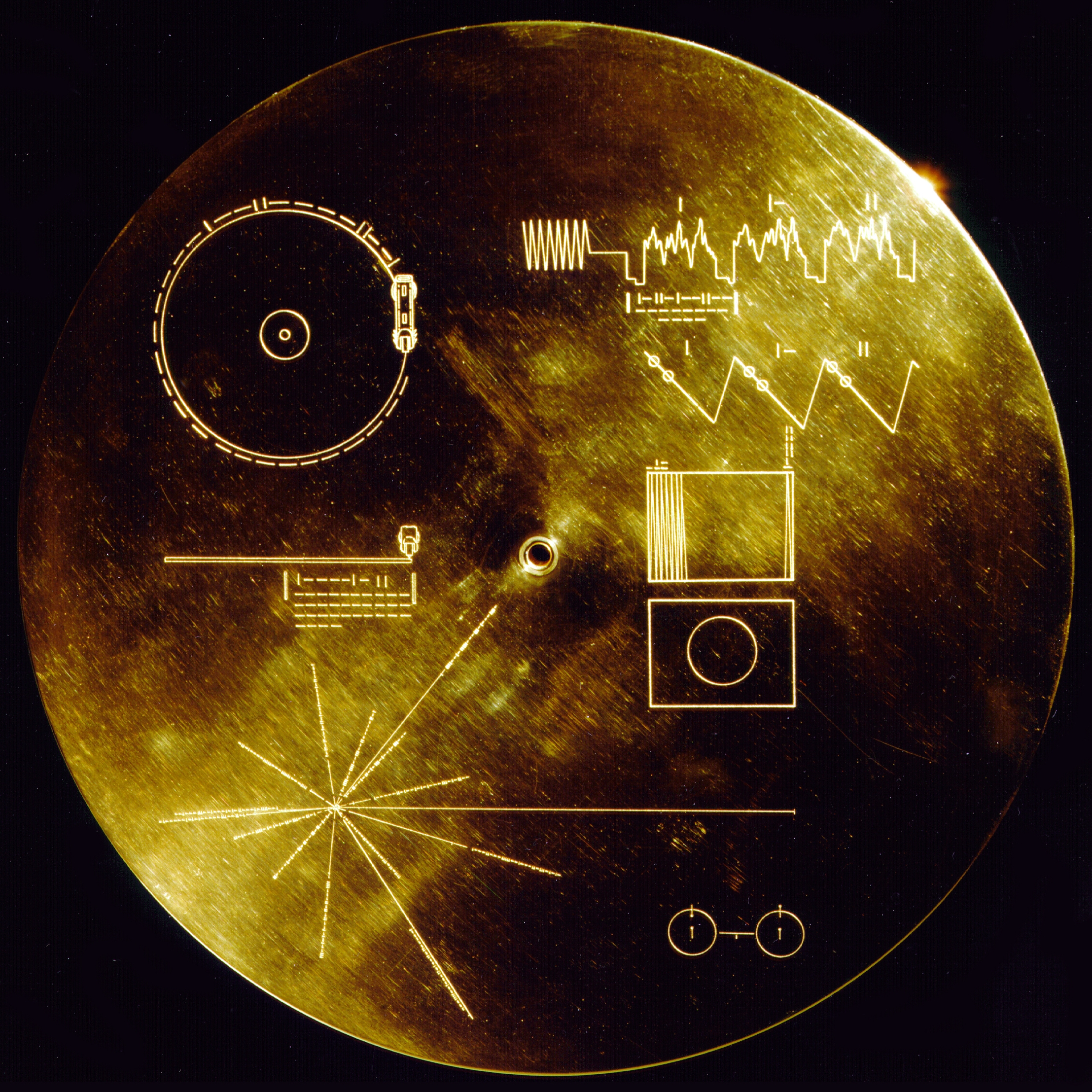
Golden Record Cover mit interstellarer Gebrauchsanleitung

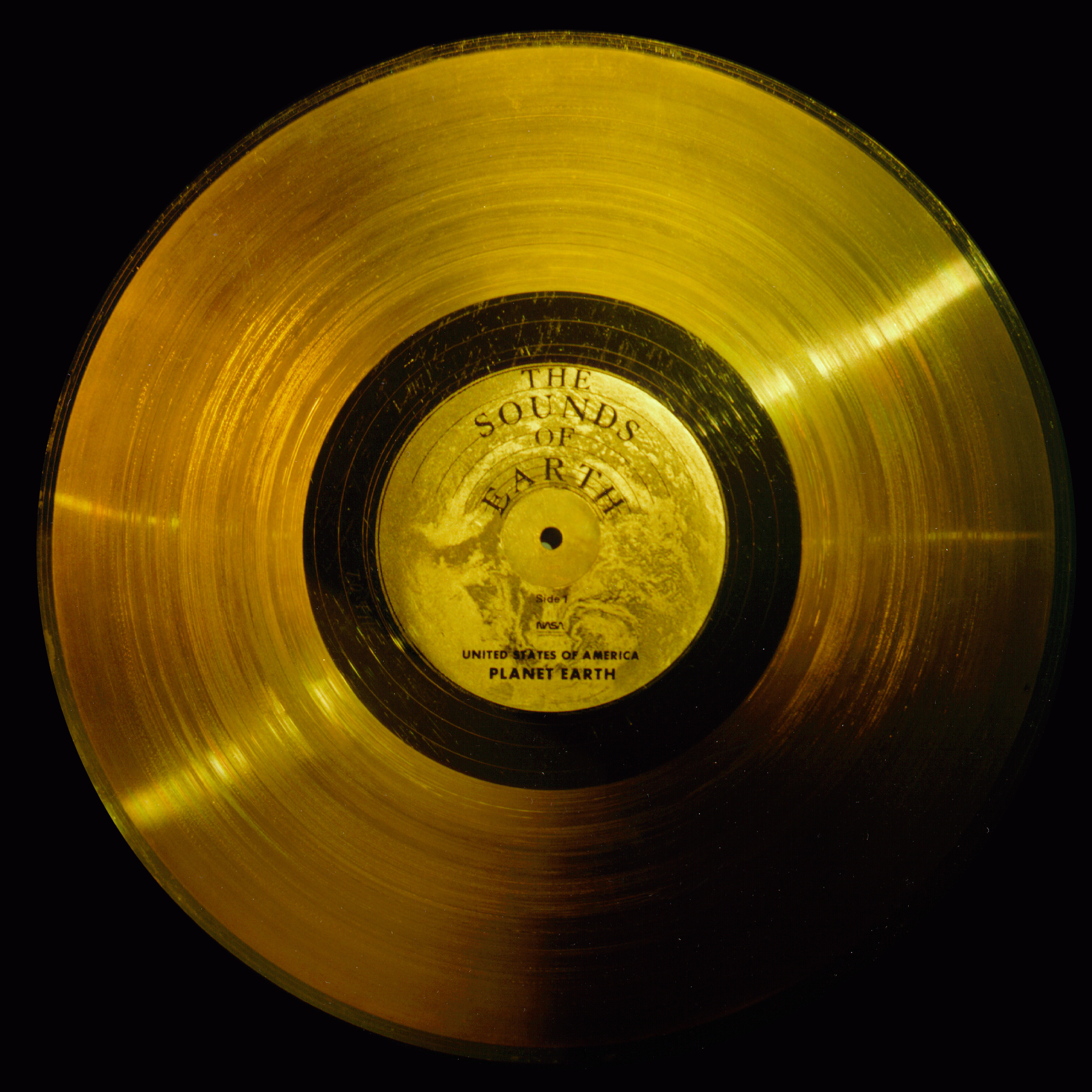
Datenplatte mit Bild- und Toninformationen

Die Bilder auf der Voyager Golden Record bilden den ersten Abschnitt auf der interstellaren Datenplatte. Die Datenspur enthält 115 analog gespeicherte Bilder, plus ein Testbild zum Kalibrieren. Dies ist das einzige Bild, das sich auch auf der „interstellaren Gebrauchsanweisung“ befindet (Rechteck mit Kreis). Die drei weiteren Abschnitte bestehen aus Audiodaten.

## Kodierung der Bilder
Die Bilder sind analog auf der Platte kodiert. Das Unternehmen Colorado Video war bereit, auf seiner Anlage die Bilder gratis als gemeinnützige Dienstleistung in Ton umzuwandeln. Von den 116 Abbildungen sind nur 18 Farbfotografien. Die anderen 98 Bilder, bestehend auch aus Diagrammen und Zeichnungen, sind in Schwarzweiß gehalten, da ein Farbbild dreimal so viel Speicherplatz und damit dreimal so viel Zeit für die Aufnahme auf der Platte benötigt hätte.

## Bilder
Die Bilder sind in der Reihenfolge sortiert, in der sie sich auf der Datenplatte befinden. In der Spalte Bild oder Weblink erfolgt entweder die Abbildung des Originalbildes, bzw. solange es noch keine urheberrechtliche Freigabe dafür gibt, ein Weblink auf die entsprechende Seite der NASA, sollte das Bild nicht auf deren Seite vorhanden sein, ist der Weblink mit einem * gekennzeichnet.
| #   | Bild oder Weblink | Kategorie      | Motiv | Urheber                                                              |
| --- | ----------------- | -------------- | --- | -------------------------------------------------------------------- |
| 1   | Bild              | (Kalibrierung) | Kreis im Rechteck | Jon Lomberg                                                          |
| 2   | Bild              | Universum      | Pulsarkarte mit relativer Position zur Sonne, Fotografie der Galaxie M31 | Frank Drake                                                          |
| 3   | Bild              | Mathematik     | Mathematische Definitionen, Binärkodierungen für das Dezimalsystem, Grundrechenarten | Frank Drake                                                          |
| 4   | Bild              | Mathematik     | Definitionen für physikalische Größen | Frank Drake                                                          |
| 5   | Bild              | Universum      | Sonnensystemparameter, Sonne und innere Planeten | Frank Drake                                                          |
| 6   | Bild              | Universum      | Sonnensystemparameter, äußere Gasplaneten | Frank Drake                                                          |
| 7   | Bild*             | Universum      | Sonne | Hale-Observatorium                                                   |
| 8   | Bild              | Physik         | Solarspektrum | National Astronomy and Ionosphere Center, Cornell University         |
| 9   | Bild              | Universum      | Merkur | NASA                                                                 |
| 10  | Bild              | Universum      | Mars | NASA                                                                 |
| 11  | Bild              | Universum      | Jupiter | NASA                                                                 |
| 12  | Bild              | Universum      | Erde | NASA                                                                 |
| 13  | Bild              | Universum      | Erde, Rotes Meer, Sinai-Halbinsel und der Nil | NASA                                                                 |
| 14  | Bild              | Chemie         | Chemische Definitionen, Atommodell der Elemente H, C, N, O, P und Nukleinbasen | Frank Drake                                                          |
| 15  | Bild              | Chemie         | DNS-Struktur, Adenosin und Guanosin | Jon Lomberg                                                          |
| 16  | Bild              | Chemie         | DNS-Struktur vergrößert, Länge einer ganzen Windung | Jon Lomberg                                                          |
| 17  | Bild*             | Biologie       | Zellen und Zellteilung | Turtox/Cambosco                                                      |
| 18  | Bild*             | Biologie       | Anatomie des Menschen | World Book                                                           |
| 19  | Bild*             | Biologie       | Anatomie des Menschen | World Book                                                           |
| 20  | Bild*             | Biologie       | Anatomie des Menschen | World Book                                                           |
| 21  | Bild*             | Biologie       | Anatomie des Menschen | World Book                                                           |
| 22  | Bild*             | Biologie       | Anatomie des Menschen | World Book                                                           |
| 23  | Bild*             | Biologie       | Anatomie des Menschen | World Book                                                           |
| 24  | Bild*             | Biologie       | Anatomie des Menschen | World Book                                                           |
| 25  | Bild*             | Biologie       | Anatomie des Menschen | World Book                                                           |
| 26  | Bild*             | Biologie       | Menschliche Geschlechtsorgane | Sinauer Associates Inc.                                              |
| 27  | Bild*             | Biologie       | Diagramm der Empfängnis, Befruchtung | Jon Lomberg                                                          |
| 28  | Bild*             | Biologie       | Befruchtung | Albert Bonniers, Forlag, Stockholm                                   |
| 29  | Bild*             | Biologie       | Befruchtete Eizelle, nach einer Sekunde und nach 43.200 Sekunden (12 Stunden) die erste Zellteilung | Albert Bonniers, Forlag, Stockholm                                   |
| 30  | Bild              | Biologie       | Diagramm des Fetus nach 3.456.000 Sekunden (40 Tage) mit 2,5 cm Größe und nach 5.184.000 Sekunden (60 Tage) mit 5 cm Größe.                                                                                  | Jon Lomberg                                                          |
| 31  | Bild*             | Biologie       | Fetus | Frank Allan                                                          |
| 32  | Bild              | Biologie       | Diagramm eines 20-jährigen Mannes (160 cm) und einer gleichaltrigen schwangeren Frau (155 cm) | Jon Lomberg                                                          |
| 33  | Bild*             | Biologie       | Geburt | Wayne Miller                                                         |
| 34  | Bild              | Biologie       | Stillende Mutter mit Säugling | Vereinte Nationen                                                    |
| 35  | Bild*             | Biologie       | Vater trägt seine Tochter (Malaysia) | David Harvey                                                         |
| 36  | Bild*             | Biologie       | Gruppe von sitzenden Kindern | Ruby Mera, UNICEF                                                    |
| 37  | Bild              | Biologie       | Diagramm von Alter und Gewicht in einer Familie (bezieht sich auf Bild 38): 30-jährige Frau mit 54,5 kg, 12-jähriges Mädchen mit 38,5 kg, 80-jährige Frau mit 42,5 kg sowie vierjähriger Junge mit 22,5 kg   | Jon Lomberg                                                          |
| 38  | Bild*             | Biologie       | Familienfoto (bezieht sich auf Bild 37) | Nina Leen, Time, Inc.                                                |
| 39  | Bild              | Geologie       | Diagramm der Kontinentalverschiebung der Erde. Drei Abbildungen: 1,5 Milliarden Jahre (Pangaea), 4,5 Milliarden Jahre (Zeitpunkt des Starts der Sonden) sowie ein Blick in die Zukunft 4,51 Milliarden Jahre | Jon Lomberg                                                          |
| 40  | Bild              | Geologie       | Diagramm der Erdstruktur (Erddurchmesser: 12756 km = 1 e) | Jon Lomberg                                                          |
| 41  | Bild*             | Geologie       | Heron Island (Great Barrier Reef in Australien) | Jay Myron Pasachoff                                                  |
| 42  | Bild*             | Geologie       | Küste mit Leuchtturm | Dick Smith                                                           |
| 43  |                   | Geologie       | Snake River im Grand-Teton-Nationalpark mit Blick auf Teton Range | Ansel Adams                                                          |
| 44  | Bild*             | Geologie       | Sanddünen mit Reiter und Hund | George Mobley                                                        |
| 45  | Bild*             | Geologie       | Monument Valley und Ziegenherde im Vordergrund | Shostal Associates, Inc.                                             |
| 46  | Bild*             | Biologie       | Waldszene mit Pilzen | Bruce Dale                                                           |
| 47  | Bild*             | Biologie       | Blatt mit Regentropfen und Abmessung 2 cm | J. Arthur Herrick                                                    |
| 48  | Bild*             | Biologie       | Gefallenes Laub wird von einer Frau mit einem Rechen zusammengefegt | Jodi Cobb                                                            |
| 49  | Bild*             | Biologie       | Schnee auf Mammutbäumen, Abbildung eines Eiskristalls | Josef Muench, R. Sisson                                              |
| 50  | Bild*             | Biologie       | Baum mit Narzissen im Garten Winterthur | Winterthur Museum                                                    |
| 51  | Bild*             | Biologie       | Fliegendes Insekt mit Blumen | Stephen Dalton                                                       |
| 52  | Bild              | Biologie       | Diagramm von Wirbeltieren Evolution. Zeichnung zeigt: Hai, Fisch, Amphibie, Frosch, Krokodil, Vogel, Antilope sowie Mann und Frau                                                                            | Jon Lomberg                                                          |
| 53  | Bild*             | Biologie       | Meeresmuschel (Xancidae) | Harry N. Abrams, Inc.                                                |
| 54  | Bild*             | Biologie       | Delfine | Thomas Nebbia                                                        |
| 55  | Bild*             | Biologie       | Fischschwarm mit Taucher im Hintergrund | David Doubilet                                                       |
| 56  | Bild*             | Biologie       | Baumkröte in der Hand | Dave Wickstrom                                                       |
| 57  | Bild*             | Biologie       | auf dem Rücken liegendes Krokodil | Peter Beard                                                          |
| 58  | Bild*             | Biologie       | Adler | Donona, Taplinger Publishing Co.                                     |
| 59  | Bild*             | Biologie       | Wasserloch in Afrika mit Zebras, Gnus und Antilopen | Südafrikanische Touristenorganisation                                |
| 60  | Bild*             | Biologie       | Jane Goodall mit Schimpansen | Vanne Morris-Goodall                                                 |
| 61  | Bild              | Anthropologie  | Skizze zweier San, die eine Antilope mit einem Speer jagen. Zeichnung bezieht sich auf Bild 62 | Jon Lomberg                                                          |
| 62  | Bild*             | Anthropologie  | San jagen eine Antilope | R. Farbman Time, Inc.                                                |
| 63  | Bild              | Anthropologie  | Mann aus Guatemala | Vereinte Nationen                                                    |
| 64  | Bild*             | Anthropologie  | Tänzerin aus Bali | Donna Grosvenor                                                      |
| 65  | Bild*             | Anthropologie  | Frauen aus den Anden | Joseph Scherschel                                                    |
| 66  | Bild*             | Anthropologie  | Handwerker aus Thailand | Dean Conger                                                          |
| 67  | Bild*             | Biologie       | Asiatischer Arbeitselefant beim Holzrücken | Peter Kunstadter                                                     |
| 68  | Bild*             | Anthropologie  | Alter Mann mit Bart und Brille raucht eine Zigarette in der Türkei | Jonathon Blair                                                       |
| 69  | Bild*             | Anthropologie  | Alter Mann geht mit einem Hund (Spitz) auf einer Blumenwiese gassi | Bruce Baumann                                                        |
| 70  | Bild*             | Sport          | Bergsteiger | Gaston Rébuffat                                                      |
| 71  | Bild*             | Sport          | Gymnastik Bildüberlagerung einer gymnastischen Übung am Schwebebalken | Philip Leonian Sports Illustrated                                    |
| 72  | Bild*             | Sport          | Sprinter (Walerij Borsow aus der UdSSR in Führung beim 200-Meter-Lauf während der Olympischen Sommerspiele 1972)                                                                                             | History of the Olympics, Picturepoint, London                        |
| 73  | Bild              | Bildung        | Klassenzimmer, Lehrer hilft Schüler beim Schreiben (Asien) | Vereinte Nationen                                                    |
| 74  | Bild              | Bildung        | Kinder unterschiedlicher ethnischer Herkunft mit einem Globus | Vereinte Nationen                                                    |
| 75  | Bild*             | Landwirtschaft | Baumwoll-Vollernter | Howell Walker                                                        |
| 76  | Bild*             | Landwirtschaft | Person bei der Weinlese, beißt in Weintraube | David Moore                                                          |
| 77  | Bild              | Ernährung      | Supermarkt, Frau mit Einkaufswagen beißt in Weintrauben | National Astronomy and Ionosphere Center                             |
| 78  | Bild*             | Biologie       | Unterwasserszene mit Taucher und Fischen | Jerry Greenberg                                                      |
| 79  | Bild              | Ernährung      | Fischerboot mit Netzen | Vereinte Nationen                                                    |
| 80  | Bild*             | Ernährung      | Fische auf dem Grill (Spanien und Portugal) | Time-Life Books                                                      |
| 81  | Bild*             | Ernährung      | Chinesisches Abendessen | Time-Life Books                                                      |
| 82  | Bild              | Ernährung      | Demonstration des Leckens von Eis, des Essens und des Trinkens | NAIC                                                                 |
| 83  | Bild*             | Architektur    | Chinesische Mauer | Edward H. Kim                                                        |
| 84  | Bild              | Architektur    | Hausbau in Afrika | Vereinte Nationen                                                    |
| 85  | Bild*             | Architektur    | Hausbau bei den Amischen | William Albert Allard                                                |
| 86  | Bild              | Architektur    | Haus in Afrika | Vereinte Nationen                                                    |
| 87  | Bild*             | Architektur    | Haus in Neuengland | Robert Sisson                                                        |
| 88  | Bild              | Architektur    | Modernes Haus in Cloudcroft, New Mexico | Frank Drake                                                          |
| 89  | Bild*             | Architektur    | Wohnzimmer mit Kamin und Bildern an der Wand, am Rand kann man eine Person erkennen, die ein Bild malt | Jim Amos                                                             |
| 90  | Bild*             | Architektur    | Taj Mahal | DavidCaroll                                                          |
| 91  | Bild*             | Urbanität      | Oxford | C. S. Lewis, Images of His World, William B. Eerdmans Publishing Co. |
| 92  | Bild*             | Urbanität      | Boston | Ted Spiegel                                                          |
| 93  | Bild              | Urbanität      | UN-Hauptquartier am Tag | Vereinte Nationen                                                    |
| 94  | Bild              | Urbanität      | UN-Hauptquartier bei Nacht | Vereinte Nationen                                                    |
| 95  | Bild*             | Architektur    | Sydney Opera House | Mike Long                                                            |
| 96  | Bild*             | Arbeit         | Handwerker mit Bohrgerät (Standbohrmaschine) | Frank Hewlett                                                        |
| 97  | Bild*             | Arbeit         | Fabrikinnenraum | Fred Ward                                                            |
| 98  | Bild*             | Kultur         | Museumsbesucher schauen sich ein Exponat an | David Cupp                                                           |
| 99  | Bild              | Wissenschaft   | Röntgenbild einer Hand | NAIC                                                                 |
| 100 | Bild              | Wissenschaft   | Frau mit Mikroskop | Vereinte Nationen                                                    |
| 101 | Bild              | Verkehr        | Straßenszene in Pakistan | Vereinte Nationen                                                    |
| 102 | Bild              | Verkehr        | Hauptverkehrszeit in Indien | Vereinte Nationen                                                    |
| 103 | Bild              | Verkehr        | Highway in Ithaca | NAIC                                                                 |
| 104 | Bild*             | Architektur    | Golden Gate Bridge, mit Größenangabe 1280 Meter | Ansel Adams                                                          |
| 105 | Bild*             | Verkehr        | Zug, mit Größenangabe 12 Meter | Gordon Gahan                                                         |
| 106 | Bild              | Verkehr        | Flugzeug kurz nach dem Start in der Luft | Frank Drake                                                          |
| 107 | Bild*             | Verkehr        | Flughafen in Toronto | George Hunter                                                        |
| 108 | Bild*             | Wissenschaft   | Antarktis-Expedition, Kettenfahrzeug hängt in einer Eisspalte, Great Adventures with the National Geographic                                                                                                 | National Geographic                                                  |
| 109 | Bild*             | Wissenschaft   | Radioteleskop in Westerbork, Niederlande. Davor eine Gruppe von Radfahrern | James Blair                                                          |
| 110 | Bild              | Wissenschaft   | Radioteleskop in Arecibo | NAIC                                                                 |
| 111 | Bild              | Wissenschaft   | Buchseite aus Newtons Werk System of the World, Seite 5–6 | NAIC                                                                 |
| 112 | Bild              | Raumfahrt      | Astronaut Edward White beim Weltraumausstieg | NASA                                                                 |
| 113 | Bild              | Raumfahrt      | Start einer Titan Centaur Rakete der NASA | NASA                                                                 |
| 114 | Bild*             | Natur          | Sonnenuntergang mit Vögeln | David Harvey                                                         |
| 115 | Bild*             | Kultur         | Streichquartett (Quartetto Italiano) | Phillips Recordings, Phonogram International                         |
| 116 | Bild              | Kultur         | Violine mit Notenblatt (Cavatina) | NAIC                                                                 |